# Saint-Laurent-Rochefort
Saint-Laurent-Rochefort korábbi község (település) Franciaországban, Loire megyében. 2025. január 1-jén Débats-Rivière-d’Orpra és L’Hôpital-sous-Rochefort községgel egyesült és delegált községként Solore-en-Forez új község része lett.
Lakosainak száma 247 fő (2022. január 1.). Saint-Laurent-Rochefort Ailleux, Débats-Rivière-d’Orpra, L’Hôpital-sous-Rochefort, Palogneux, Saint-Didier-sur-Rochefort, Saint-Just-en-Bas, Saint-Sixte és Vêtre-sur-Anzon községekkel határos.

## Népesség
A település népessége az elmúlt években az alábbi módon változott:
| Lakosok száma | 406  | 260  | 279  | 256  | 242  | 242  | 246  | 252  | 255  | 247  |
|               | 1968 | 1982 | 1990 | 2006 | 2013 | 2015 | 2017 | 2019 | 2020 | 2022 |